# Altona foglyai (film)
Az Altona foglyai ( I sequestrati di Altona) 1962-ben készült olasz-francia fekete-fehér filmdráma, mely Jean-Paul Sartre színdarabja alapján készült, de az eredeti műhöz képest a cselekmény jelentősen lerövidített és egyszerűsített.
A komor hangulatú film zenéjének alapja a Munkás gyászinduló, Dmitrij Dmitrijevics Sosztakovics 11. szimfóniájának egy részlete.
A Hamburg Altona városnegyedében játszódó film városi jeleneteit eredeti helyszíneken forgatták, az Albrecht-kastély helyszíne a Hamburgtól 30 kilométerre északkeletre álló Tremsbüttel-kastély.

## Cselekmény
Altona, 1960 körül. Altona Hamburg északnyugati városrésze. Ahol a Reeperbahn, Hamburg vigalmi utcája végződik, ott kezdődik az Elbchaussee, a villák és kastélyok útja. Az Elba túlpartján a dokkok és a hajógyárak sorakoznak. Évtizedek óta itt él egy régi kastélyban Hamburg legnagyobb hajógyárának tulajdonosa, a von Gerlach család. A hajógyár feje a harmincas évek óta Albrecht von Gerlach. Alapelve, hogy egy ekkora cégnek az üzlet érdekében együtt kell működnie a mindenkori politikai vezetéssel, így a gyár alaposan kivette a részét a náci Németország hadihajó-építéseiből is. A birtok egy részét Himmler utasítására az SS számára bérbe adta munkatábor céljára, ahol sokezer ártatlan halt meg.
Noha közvetlenül nem követett el háborús bűnöket és nem tartotta magát nácinak sem, a családja és cége érdekében kiegyezett a náci rendszerrel. Múltjának legsötétebb pontja, amikor fia védelme érdekében feladott egy fia által bújtatott rabbit.
A koros Albrecht gégerákban szenved, legfeljebb fél éve lehet hátra, ez alatt meg kell oldania az utódlás kérdését a cégben. Három gyermeke született, Franz, a nagyobbik fia a háború után eltűnt, Leni, a leánya vele él. Werner, a kisebbik fia és annak baloldali érzelmű színésznő felesége, Johanna nem tartja a kapcsolatot vele. Kettejüket a kastélyba hívja, hogy megbeszéljék a továbbiakat, de az ügyvéd Werner nem érzi magát alkalmasnak a cég vezetésére. Johanna a sötét és baljós kastélyban szörnyű titok nyomára bukkan.
Franz katonatiszt volt a háborúban, az orosz fronton a vád szerint kivégzésekben és kínzásokban vett részt, ezért távollétében halálra ítélték. Úgy tudták, hogy Argentínába szökött, később meg is halt. Apja, Werner és Leni kivételével senki nem tudja, hogy a fiú valójában életben van, a Gerlach-kastély padlásán él egy elszeparált és számára épített lakrészben, 1945 óta. A legegyszerűbb berendezésű, befalazott ablakú padlástérből a háború vége óta nem mozdult ki, a külvilággal semmi kapcsolata nincs, apját sem akarja látni. A teljes szétesés határán van, végtelen  moralizálásokat folytat múltról, jelenről, jövőről, felelősségről, a falat a háborúra emlékeztető őrült képekkel firkálja tele, pezsgőn és nyugtatókon él. Férfiúi vágyait Leni, a nővére elégíti ki. Hogy elviselje a bezártságot azt hazudják neki, hogy Németország még mindig romokban, a nép éhezik, fázik, általános a nyomor és a kilátástalanság.
Johanna teljesen véletlenül fedezi fel a titkos lakrészt. A fent talált, végtelenségig lepusztult padlástér és a félőrült Franz látványa először sokkolja. Az idegent és testvére kivételével nőt hosszú évek óta nem látott Franz eleinte paranoiásan gyanakvó irányában, de később megnyílik Johannának, éjszakákon át beszélgetnek, egyfajta vonzalom kezd kibontakozni közöttük. Johanna egy véletlen megjegyzése nyomán kiderül, hogy Franzot nővére hosszú éveken keresztül hazugságban tartotta a romos és nyomorgó Németországról.
Egy éjjel összeszedi minden bátorságát és 1945 után először kilép a padlásajtón. Eleinte a szabad térség és az éjszakai égbolt látványa is sokkolja, tántorgó léptekkel vág át a hatalmas kerten az Elba partja felé, ahol meglátja a város fényeit, a hajógyári dokkokat, majd a háború óta hordott szakadt Wehrmacht egyenruhájában elbolyong a közeli Reeperbahnra, Hamburg szórakozónegyedébe, ahol a neonfényes  utcán hömpölyög a tömeg, a kocsmák és szórakozóhelyek tömve vannak. Betiltott egyenruhája és zavart viselkedése megütközést és félrenézést vált ki az utcán sétálókból, a fiatalok kinevetik. Beoson egy kisebb színházba, ahol egy náciellenes színdarabban Hitlert figurázzák ki éppen, ettől zavart állapotban náci jelszavakat kezd kiabálni és a Führert élteti, a színházi közönség megdöbbenésére.
A padláson egy utolsó beszélgetés történik Franz, Johanna és Leni között. Franz hol tagadja, hol elismeri bűnösségét. A háború poklában a legszörnyűbb események is csak úgy megtörténnek, az ő legfőbb bűne, hogy kínzásokat és gyilkosságokat végrehajtó embereit nem fogta vissza. Százada Szmolenszk környékén mindenből kifogyva, kétségbeesetten vonult vissza, mikor Franz a többiekre fegyvert fogva megkímélte két partizán életét. Másnap a partizánok rajtuk ütöttek és Franz kivételével mindenkit lemészároltak. Életben maradása és a többiek halála az általa életben hagyott két partizánnak volt köszönhető. Zavart önvallomása után hisztérikus kacagásban tör ki, Johanna sírva elmenekül.
Reggel apja autóval körbeviszi az újjáépült városon, majd a hajógyárba mennek. Egy daru kosarában magasba emelkednek, apja körbemutat, ez a világ egyik legnagyobb hajógyára, évtizedek alatt hajók ezrei készültek itt. A háború után az egész gyár csak romhalmaz volt, amit most látsz, az az én munkám eredménye, nem akarom, hogy minden velem pusztuljon. Legyen a tiéd és békében halok meg. A meghasonlott, a múltat feldolgozni nem képes, sokkos állapotban lévő Franz magára veszi a 20. század összes bűnét, majd megváltásként apját is magával rántva leugrik a mélybe, mindketten meghalnak. Altona nem ereszti foglyait.

## Főszereplők
| Szerep                                                         | Színész           | Magyar hangja (1. szinkron, 1964) | Magyar hangja (2. szinkron, 1975) |
| -------------------------------------------------------------- | ----------------- | --------------------------------- | --------------------------------- |
| Albrecht von Gerlach, hajógyár-tulajdonos                      | Fredric March     | Ráday Imre                        | Egri István                       |
| Franz von Gerlach, Albrecht idősebb fia, rejtőző háborús bűnös | Maximilian Schell | Darvas Iván                       | Mécs Károly                       |
| Werner von Gerlach, Albrecht ifjabbik fia                      | Robert Wagner     | Mécs Károly                       | Gálvölgyi János                   |
| Johanna, Werner felesége, színésznő                            | Sophia Loren      | Bánky Zsuzsa                      | Szegedi Erika                     |
| Leni von Gerlach, Albrecht leánya                              | Françoise Prévost | Kohut Magda                       | Földi Teri                        |
| Von Gerlach sofőrje                                            | Josef Dahmen      | N/A                               | N/A                               |